# Polistes buruensis
Polistes buruensis är en getingart som beskrevs av Peterson 1990. Polistes buruensis ingår i släktet pappersgetingar, och familjen getingar. Inga underarter finns listade i Catalogue of Life.